# バンフ (スコットランド)
バンフ （Banff、[ˈbænf]）は、スコットランド、アバディーンシャイア、バンフ・アンド・ブシャン・エリアの町。バンフはバンフ湾に位置し、デヴェロン川河口全体を占めるマクダフの町と向かい合っている。バンフはかつてバラであり、1975年まではバンフシャイアの中心地であった。
カナダ、アルバータ州の町バンフはこのスコットランドの町にちなんで名づけられている。

## 語源
バンフという名称の語源は定かでない。スコットランド・ゲール語でブタを意味するbanbhから派生したのだろうとされる（古いアイルランド語のbanbは子豚を意味する）。清い流れを意味するbuinne、または『聖なる女性』を意味するBean-naomhの短縮形であろうとされる。

## 歴史
バンフ最初の城は、ヴァイキングの侵入者たちを撃退するため築かれた。そして1163年の憲章においては、スコットランド王マルカム4世がバンフに住んでいたことを示している。この時代のバンフは、1775年まで独自の港がなかったにもかかわらず、北部スコットランドのバラの中のハンザ同盟における活発な貿易中心地だった。バンフ最初の記録された代官は、1264年のリチャード・ド・ストラスワンである。そして1372年、王立自由都市の称号がロバート2世によって与えられた。15世紀のバンフは、アバディーンやモントローズと並ぶ、ヨーロッパへのサケ輸出三大都市の1つであった。
バンフとマカダフの町は、デヴェロン川の谷によって両側に分かれていた。この予測不可能な川は、ジョン・スミートンによって設計された7つのアーチを持つ橋が1799年に完成したことで飼いならされた。以前の橋は1765年に架けられたが、1768年に流されていた。代わりに古い渡し舟が復活したものの、1773年の洪水で失われてしまった。
現在町で話されている言語は、スコットランド語のドリック方言、そして英語である。

## みどころ
- ダフ・ハウス・ロイヤル・ゴルフ・コース
- コースト・フェスティヴァル - バンク・ホリデーの週末に開催されるヴィジュアル・アートの祭り。
- ダフ・ハウス - ウィリアム・アダムが1730年に設計したジョージ王朝様式の邸宅。